# Södra Mellby församling
Södra Mellby församling var en församling i Lunds stift och i Simrishamns kommun. Församlingen uppgick 2002 i Kiviks församling.

## Administrativ historik
Församlingen har medeltida ursprung. Före den 1 januari 1886 (ändring enligt beslut den 17 april 1885) var namnet Mellby församling. En del av socknen, Hyllinge, tillhörde före 1889 Luggude härad i Malmöhus län och överfördes då till samma härad och län som övriga socknen.
Församlingen var till 2002 moderförsamling i pastoratet (Södra) Mellby och Vitaby som från 1992 även omfattade Ravlunda församling. Församlingen uppgick 2002 i Kiviks församling.

## Kyrkor
- Södra Mellby kyrka